# 克里斯·蘇努努
克里斯·蘇努努（英語：Christopher T. "Chris" Sununu，1974年11月5日—）是美国的一位政治家。他自2011年開始擔任新罕布什尔州的副州長。2016年，他代表共和黨參選新罕布夏州州長並成功當選。

## 外部連結
- dougburgum.com